# Will Sohl
Will Sohl (* 17. Juni 1906 in Ludwigshafen am Rhein; † 11. September 1969 in Heidelberg; bürgerlich Wilhelm Albert Friedrich Leonhard Sohl) war ein deutscher Künstler.

## Leben und Werk
In Ludwigshafen geboren, wuchs Sohl in Mannheim auf. Als er 1924 das Lessing-Realgymnasium verließ, wollte er Künstler werden. Da sein Vater jedoch auf ein Studium der Architektur mit einer davor abgeschlossenen Lehre als Maurer bestand, ging Sohl an die Kunstakademie Düsseldorf und begann Architektur zu studieren. Kurz darauf wechselte er aber zum Studium der Malerei. Außerdem studierte er auch noch Kunstgeschichte und Archäologie in Köln, Zürich und Berlin. Er wurde 1928 Meisterschüler von Heinrich Nauen, dem bedeutendsten Vertreter des Rheinischen Expressionismus. Im selben Jahr hatte Sohl auch seine erste Ausstellung im Mannheimer Kunstverein.
Nach seinem Studium reiste er nach Holland, Belgien, Frankreich, Jugoslawien und in die Baltischen Staaten. Dazwischen war er u. a. zwei Jahre Bühnenbildner am Schauspielhaus Zürich und auch Gastbühnenbildner am Nationaltheater Mannheim.
Er heiratete 1930 Ruth von Davans, die beiden bekamen fünf Kinder, unter ihnen Pieter Sohl, der ebenfalls ein Künstler werden sollte. In den ersten Ehejahren begleitete seine Frau ihn auf Reisen. Sohl bedankte sich jedes Jahr zu Weihnachten bei ihr mit einem „Künstlerbuch“, das er ihr liebevoll widmete. Jedes dieser zum Teil großformatigen und aufwendig gestalteten Bücher mit Zeichnungen, Aquarellen oder Grafiken und oft prächtig bemalten Buchdeckeln ist eine kleine Gemäldeausstellung für sich. Mal zeigen sie die Familie („Rund ums Haus“, o. J.), die Erinnerung an einen Besuch auf einem Jahrmarkt („Jahrmarktserinnerungen“, 1941) oder enthalten wunderschöne farbintensive Aquarelle seiner Reise zu den Lofoten 1968.
1935 war Sohl das erste Mal auf Sylt und begeistert von der Landschaft und dem Meer. „Dieser Insel verdanke ich meine ganze Arbeit; sie ist wie für mich geschaffen“ (Mai 1939). Hier entstanden die Aquarelle, mit denen er auch heute noch berühmt ist: großflächige Kompositionen mit oft stark kontrastierenden Farben. In einem Brief von 1937 schrieb er über das Arbeiten auf Sylt: „Heute war ein harter Tag, Schneeböen fegten alle halbe Stunde. Ich saß in Munkmarsch hinter dem Wall und malte, so gut es ging und bewunderte die schönen farbigen Wolken, die schwarz über strahlendes Blau jagten, der Horizont blassgelb, das Wasser eigentümlich grün, wie von überzüchteten Blumen, bis schwarz“. 

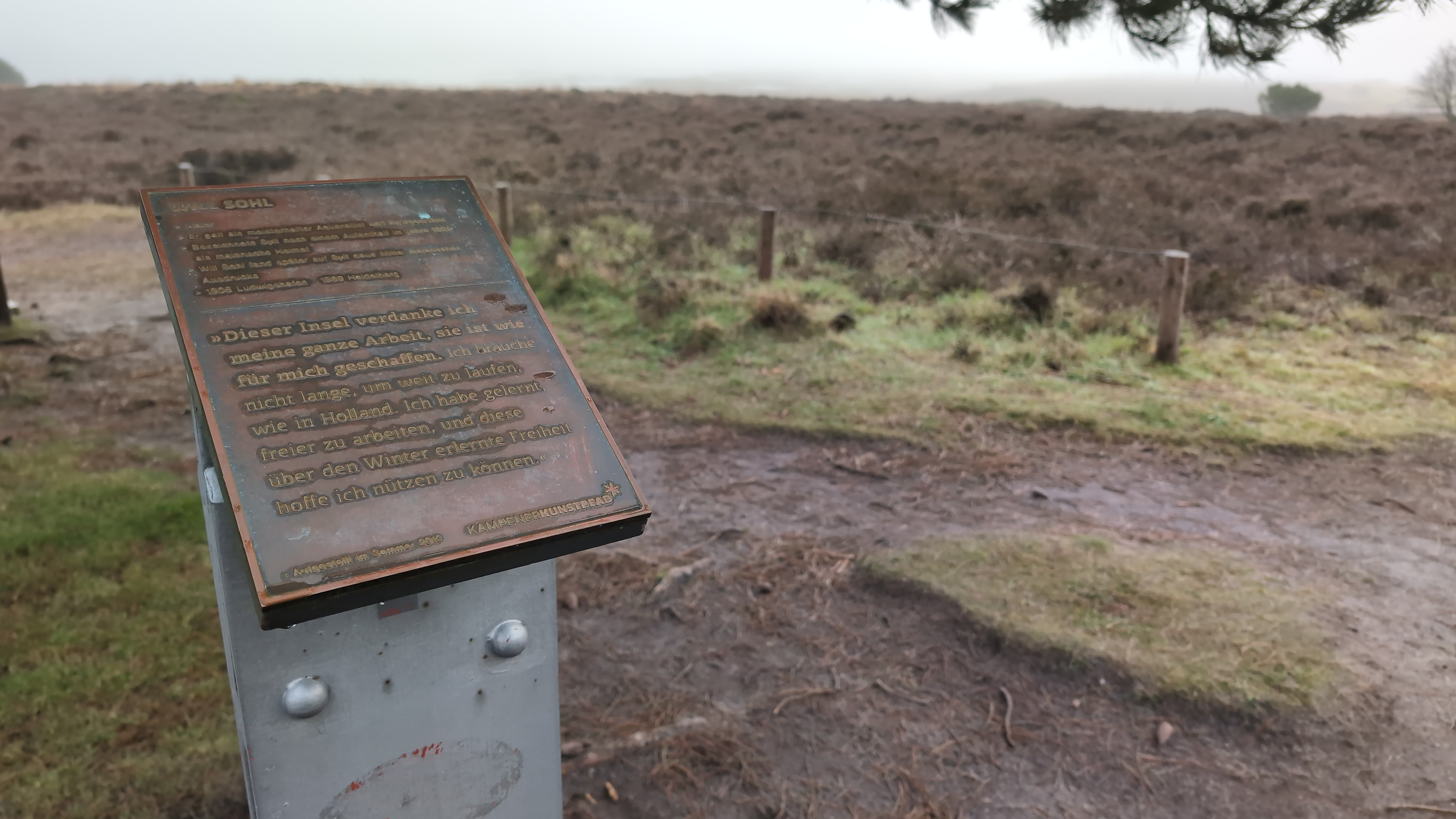
Gedenktafel Will Sohl an der Braderuper Heide bei Munkmarsch auf Sylt

1936 zog er mit seiner Familie nach Heidelberg-Ziegelhausen, wo er bis zu seinem Tod lebte. Dort wohnte bereits ein guter Freund und ebenfalls Künstler: Joachim Lutz (1906–1954). Das Domizil der Künstlergemeinschaft am Fuße des Stiftwegs war, vor allem nach dem Krieg, mit der Künstlergemeinschaft „Freien Gruppe“, ein kreatives und intellektuelles Zentrum, zu der auch Künstler anderer Gattungen angehörten. Sohl gehörte 1946 auch zu den Gründungsmitgliedern der Pfälzischen Sezession.
1950 begann eine intensive Zusammenarbeit mit dem Architekten Otto Bartning (1883–1959). Will Sohl stattete dessen Kirchen mit Wandbildern aus Naturstein-Mosaiken und Glasfenstern aus. Daneben entstanden auch immer wieder Bühnenbilder für Theaterstücke.
In vielen Arbeiten verarbeitete der Künstler seine Reiseeindrücke. Als Maler war er dem Expressionismus verpflichtet. Und er führte auch nach 1945 das Erbe des Expressionismus weiter. Dass er überregional bekannt wurde, war entscheidend den Direktoren der Mannheimer Kunsthalle zu verdanken. Zum einen war es Gustav Friedrich Hartlaub, der mit Ausstellungen 1932 und 1933 einen entscheidenden Impuls für das Bekanntwerden von Sohl gab. Zum anderen hatte der Direktor Walter Passarge ihn in zwei Ausstellungen 1947 und 1949 präsentiert und anschließend in den entsprechenden Sammlerkreisen bekannt gemacht. Ein weiterer wichtiger Impuls für sein Bekanntwerden war der ehemalige Direktor der Kunsthalle Mannheim, Fritz Wichert. Wichert lernte Sohl und seine Arbeiten bei dessen ersten Aufenthalten auf Sylt kennen und förderte ihn sein ganzes Leben durch positive Kritiken und Empfehlungen.

## Preise
- 1968: Hans-Thoma-Staatspreis des Landes Baden-Württemberg

## Ausstellungen (Auswahl)
- 1926: Mannheimer Kunstverein
- 1927: Kunsthalle Düsseldorf (Das Junge Rheinland)
- 1928: Kunstverein Mannheim
- 1929: Kunsthalle Düsseldorf
- 1932: Das Kunsthaus Mannheim
- 1934: Galerie Gurlitt Berlin
- 1941: Frankfurter Kunstverein
- 1943: Junge Kunst im Deutschen Reich
- 1947: Landesmuseum Hannover
- 1948: Kunsthalle Hamburg
- Städtische Kunsthalle Mannheim
- 1949: Kunsthaus Zürich
- 1951: Kaiser Wilhelm Museum Krefeld
- 1952: Museum Folkwang Essen
- 1954: Heidelberger Kunstverein
- 1959: Galerie Meta Nierendorf, Berlin
- 1961: Kunsthalle Kampen, Sylt
- 1964: Schleswig Holsteinisches Landesmuseum, Schleswig, Schloss Gottorf,
- 1968: Kunsthaus Konstanz  – Ausschluss von Reichskulturamt – Blauer Salo
- Gedenkausstellung Schloss Heidelberg, Ottheinrichsbau
- 1970: Kunsthalle Darmstadt
- 1971: Goethe-Haus, New York City, USA
- 1972: Altonaer Museum Hamburg
- 1977: Ostdeutsche Galerie Regensburg
- 1984: Kunstverein Speyer
- 1987: Kunsthalle Mannheim
- 1989: Stadtteilverein Heidelberg-Ziegelhausen
- 2006: 100 Jahre Will Sohl. Die Malerbücher. Stadtbücherei Heidelberg
- 2007: Will Sohl zur Erinnerung. Forum für Kunst Heidelberg
- 2017: Club Speicher 7 Mannheim